# Lealista
Si definisce lealista una persona che mantiene la lealtà ad un governo, partito politico, oppure regno, durante sconvolgimenti politici, ad esempio una guerra o una rivoluzione.

## Tipologia
Nel caso si fronteggino un regime monarchico ed uno di altro tipo, il termine può essere intercambiabile con "realista", cioè colui che mantiene fedeltà a una monarchia, come fu il caso del realismo (royalisme) durante e dopo la rivoluzione francese a sostegno della monarchia assoluta per diritto divino.

## Storia

### Stati Uniti d'America
Esistono tre gruppi di "lealisti" in Nord America:
- Gli United Empire Loyalists (lealisti dell'Impero Unito), che si dichiarano discendenti dagli abitanti delle colonie americane che rimasero leali alla corona britannica anche dopo la rivoluzione americana.
- I Black Loyalists (lealisti neri), che diedero la loro lealtà alla Gran Bretagna in cambio dell'ottenimento della libertà dalla schiavitù.
- I Quebec Loyalists (lealisti del Quebec), che si riunirono intorno al loro patrimonio comune nella Nuova Francia, prima della cessione della colonia di inglesi. La rivoluzione Americana li costrinse ad uscire dal paese e insediarsi in Canada, col nome di il titolo di United Empire Loyalists (lealisti dell'Impero Unito).

### Irlanda
Il termine "lealista" fu usato per la prima volta dai politici irlandesi negli anni settanta del Settecento, riferendosi ai Protestanti che si opponevano all'emancipazione cattolica, all'estensione della franchigia del Parlamento irlandese e maggior indipendenza per l'Irlanda dalla Gran Bretagna. I liberali protestanti che sostenevano queste riforme erano noti come "patrioti". Il termine può essere derivato dalla rivoluzione americana. Importanti lealisti furono John Foster, John Fitzgibbon e John Beresford. Nella successiva rivolta irlandese del 1798, gli ultra loyalists (ultralealisti) furono i maggiori oppositori degli United Irishmen (Irlandesi Uniti), i quali volevano una Repubblica d'Irlanda indipendente. I lealisti fondarono l'Ordine di Orange nel 1795 e militarono nella Yeomanry Militia, che contribuì nel reprimere la ribellione. Alcuni lealisti, come Richard Musgrave, considerarono la ribellione un complotto cattolico per cacciare i protestanti fuori dall'Irlanda.
A partire dagli anni sessanta, il termine lealista è tornato in auge per indicare la fazione politica che auspica lo status quo dell'Irlanda del Nord come parte del Regno Unito, contrapponendosi quindi alla fazione che preme per l'unione di Irlanda del Nord ed Eire in un'unica entità politica. Un sinonimo di lealista è "unionista", riferito appunto alla fedeltà al Regno Unito.